# Amarante (Piauí)
Amarante is een gemeente in de Braziliaanse deelstaat Piauí. De gemeente telt 17.892 inwoners (schatting 2009).